# Винодольський кодекс

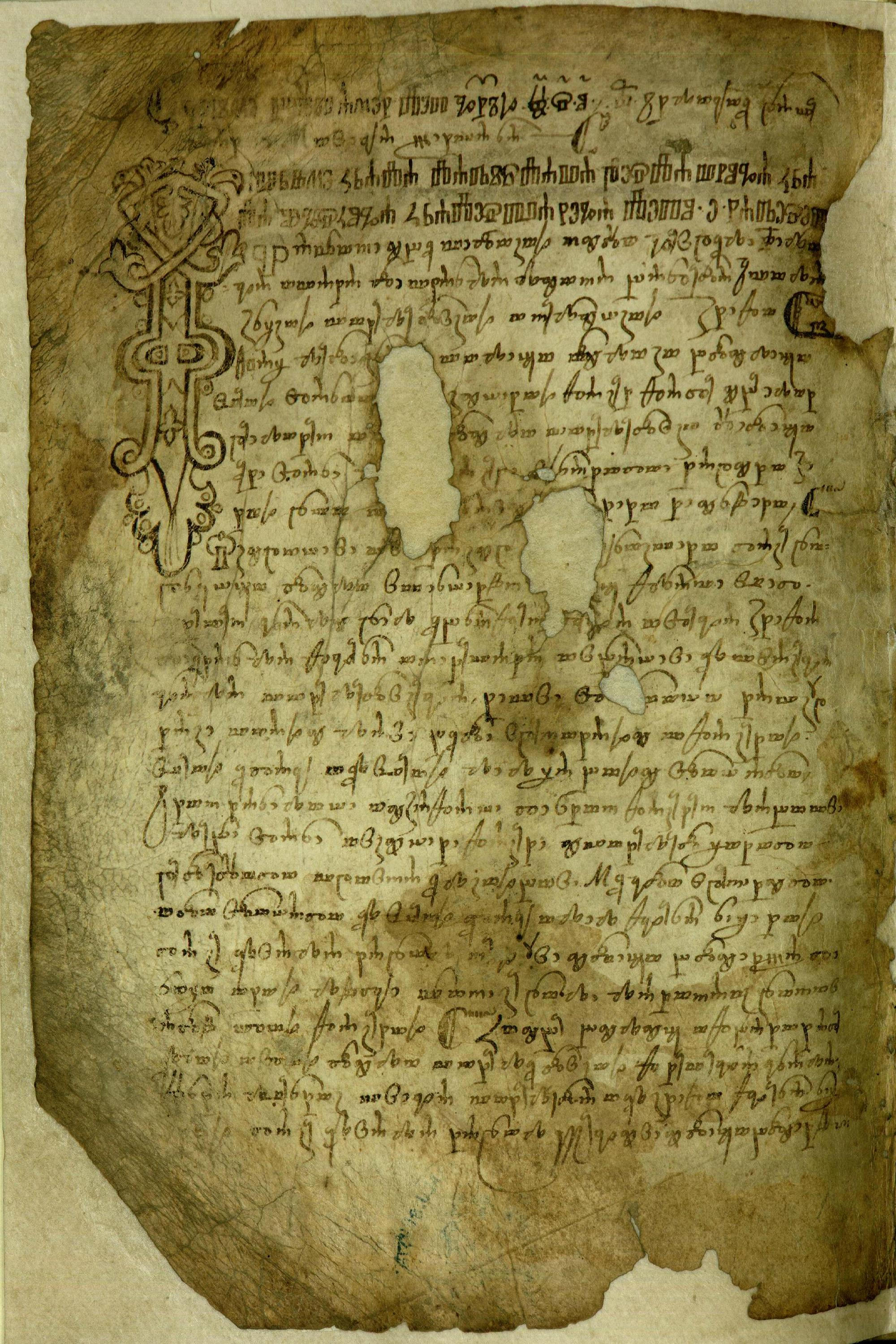
Винодольський кодекс, копія XVI століття

Винодольський кодекс (також — Винодольський закон) (хорв. Vinodolski zakonik) — збірка правових норм, складена в 1288 році у місті Новий Винодольський (тоді — Нові-Град), одна з найдавніших пам'яток права південних слов'ян. Є одним з найдавніших правових текстів, написаних на чакавському діалекті хорватської мови. Винодольський кодекс був схвалений 6 січня 1280 року комісією у складі 42 старійшин, обраних на віче, і записаний глаголицею. Оригінал кодексу не зберігся, існує копія XVI століття.

## Укладання
На початку XII століття Винодол разом з іншими хорватськими землями підкорювався угорським королям. З другої половини XIII століття Винодол, не виходячи з підпорядкування верховної влади угорських королів, був у спадковому володінні князівського роду, члени якого іменувалися князями Крка, Винодола і Модруша.
Складання Винодольского кодексу було продиктовано необхідністю юридично оформити нові феодальні відносини, що виникли в ті часи у хорватів. У кодексі міститься 77 статей, більшість з яких спрямована на захист феодальної приватної власності. Багато уваги в ньому приділяється питанням судоустрою, процесу і кримінального права. Вищим судом за кодексом був суд князя і єпископа над найважливішими державними і церковними злочинами. Система покарань в кодексі побудована на основі суворого дотримання феодальної ієрархії, причому міра покарання визначається в залежності від соціального стану потерпілого.
Винодольський кодекс дає рідкісну картину життя та політичних умов у середньовічній Європі. У статуті також містяться найдавніші правила в західній частині Хорватії, що стосуються охорони здоров'я.
Наразі Винодольський кодекс зберігається в Національній й університетській бібліотеці Загреба.

## Видання
Винодольский кодекс був вперше підготовлений до друку філологом Антоном Мажураничем і виданий їм в загребському журналі «Kolo, clanci za literaturu, umetnost i narodni zivot» (1843, III) з  перекладом на сучасну хорватську (латиниця), з коментарями і примітками . Звідти кодекс був передрукований Осипом Бодянським у виданні «Чтения в Императорском Обществе истории и древностей российских» (1846 № 4) в його ж перекладі на російську. Потім на кошти Товариства любителів древньої писемності вийшли два видання: факсиміле рукопису, виконане Анною Евреїновою, «Закон Винодольский» (Санкт-Петербург, 1878) і видання Ватрослава Ягича «Закон Винодольский, подлинный текст с русск. переводом, критическими замечаниями и объяснениями» (Санкт-Петербург, 1880), в якому текст надрукований кирилицею, також подано правничі і філологічні коментарі. Винодольский кодекс увійшов також до VI тому «Monumenta Historico-juridica Slavorum meridionalium» (Загреб, 1890), що видавався Югославською академією; в цьому виданні текст пам'ятки також надрукований кирилицею.
У 1856 році Вацлав-Олександр Мацейовський переклав Винодольский кодекс на польську мову, існують також переклади на німецьку, італійську, англійську.